# Oreneta de Cuba
L'oreneta de Cuba (Progne cryptoleuca) és una espècie d'ocell de la família dels hirundínids (Hirundinidae). És endèmica de Cuba. El seu hàbitat natural principal són els manglars, els matollars secs tropicals i subtropicals, les terres llaurades, les terres de pastura, les àrees forestals fortament degradades i les àrees urbanes. El seu estat de conservació es considera de risc mínim.